# Эдин (аэропорт)
Аэропорт Эдин (англ. Adin Airport), (FAA LID: A26) — государственный гражданский аэропорт, расположенный в 1,6 километрах к юго-западу от неинкорпорированного района Эдин округа Модок (Калифорния), США.
Аэропорт расположен на высоте 1289 метров над уровнем моря, эксплуатирует одну взлётно-посадочную полосу и используется преимущественно для обслуживания рейсов авиации общего назначения.